# Saint-Jacut-du-Mené
Saint-Jacut-du-Mené is een plaats en voormalige gemeente in het Franse departement Côtes-d'Armor in de regio Bretagne en telt 716 inwoners (1999). De plaats maakt deel uit van het arrondissement Dinan.

## Geschiedenis
Saint-Jacut-du-Mené is op 1 januari 2016, samen met de gemeenten Collinée, Le Gouray, Langourla, Plessala, Saint-Gilles-du-Mené en Saint-Gouéno opgegaan in de gemeente Le Mené.

## Geografie
De oppervlakte van Saint-Jacut-du-Mené bedraagt 19,6 km², de bevolkingsdichtheid is 36,5 inwoners per km².
De onderstaande kaart toont de ligging van Saint-Jacut-du-Mené met de belangrijkste infrastructuur en aangrenzende gemeenten.

## Demografie
OOnderstaande figuur toont het verloop van het inwonertal.
Collinée · Le Gouray · Langourla · Plessala · Saint-Gilles-du-Mené · Saint-Gouéno · Saint-Jacut-du-Mené